# پیتر مارک جاکوبسون
پیتر مارک جاکوبسون (انگلیسی: Peter Marc Jacobson؛ زادهٔ ۲۷ اکتبر ۱۹۵۷) یک فیلم‌نامه‌نویس، تهیه‌کننده، بازیگر سینما، و کارگردان اهل ایالات متحده آمریکا است. وی از سال ۱۹۸۴ میلادی تاکنون مشغول فعالیت بوده‌است.